# Acide leontopodique
 (avril 2025).
L’acide leontopodique est un composé organique phénolique, étudié notamment pour ses propriétés antioxydantes.

## Historique
L'acide leontopodique est ainsi nommé car il fait partie des constituants principaux de l'edelweiss (Leontopodium alpinum). Sa structure a été publiée en 2005, elle montre qu'il s'agit chimiquement d'un dérivé de l'acide saccharique (ou acide glucarique). Il montre des propriétés antioxydantes supérieures au résorcinol, comparables à l'acide caféique. Il est depuis employé notamment dans des usages cosmétiques.  